# Prix-lès-Mézières
Prix-lès-Mézières – miejscowość i gmina we Francji, w regionie Grand Est, w departamencie Ardeny.
Według danych na rok 2010 gminę zamieszkiwało 1367 osób, a gęstość zaludnienia wynosiła 269 osób/km².